# Kirgizië op de Olympische Zomerspelen 2000
Kirgizië nam deel aan de Olympische Zomerspelen 2000 in Sydney, Australië. De voormalige Sovjet-republiek won zijn eerste olympische medaille uit de geschiedenis door toedoen van judoka Aidyn Smagulov. Hij eindigde als derde in de extra-lichtgewichtdivisie (– 60 kg).

## Medailleoverzicht
| Sport | Olympiër       | Discipline | Medaille |
| ----- | -------------- | ---------- | -------- |
| Judo  | Aidyn Smagulov | -60kg (m)  | Brons    |

## Deelnemers en resultaten

### Atletiek
| Olympiër           | Discipline         | Resultaat | Prestatie                                 |
| ------------------ | ------------------ | --------- | ----------------------------------------- |
| Nazirdin Alikbekov | marathon (m)       | 70e       | 2:31.26                                   |
| Dmitry Shnayder    | speerwerpen (m)    | 35e       | kwalificatie groep B: 18de met 66,40m     |
| Nikolay Davydov    | kogelslingeren (m) | DNF       | kwalificatie: geen geldige poging         |
|                    |                    |           |                                           |
| Oksana Luneva      | 400m (v)           | 47e       | serie 1: 6de in 54,98                     |
| Irina Bogacheva    | marathon (v)       | 14e       | 2:29.55                                   |
| Yelena Bobrovskaya | verspringen (v)    | 30e       | kwalificatie groep A: 16de met 6,19m      |
| Tatyana Yefimenko  | hoogspringen (v)   | DNF       | kwalificatie groep B: geen geldige poging |
| Tatyana Sudarikova | speerwerpen (v)    | 35e       | kwalificatie groep A: 15de met 48,33m     |

### Boksen
| Olympiër              | Discipline | Resultaat | Prestatie                                                                                                   |
| --------------------- | ---------- | --------- | --- |
| Taalaybek Kadyraliyev | -54kg (m)  | 9e        | 1ste ronde: W van CMR Ngoudjo: scheidsrechterlijke beslissing 2de ronde: V van USA Vinson: 7-12             |
| Almazbek Raimkulov    | -60kg (m)  | 5e        | 1ste ronde: W van MGL Uitumen: 15-4 2de ronde: W van COL Lasso: 12-2 kwartfinale: V van MEX Bejarano: 12-14 |
| Nurbek Kasenov        | -71kg (m)  | 17e       | 1ste ronde: V van VEN Yánes: 12-20                                                                          |
| Vladislav Vizilter    | -75kg (m)  | 9e        | 1ste ronde: vrij 2de ronde: V van HUN Erdei: scheidsrechterlijke beslissing                                 |
| Aleksey Katulevsky    | -81kg (m)  | 9e        | 1ste ronde: W van KEN Odindo: 11-2 2de ronde: V van FRA Dovi: scheidsrechterlijke beslissing                |

### Gewichtheffen
| Olympiër        | Discipline | Resultaat | Prestatie                                                        |
| --------------- | ---------- | --------- | ---------------------------------------------------------------- |
| Mital Sharipov  | -85kg (m)  | 16e       | trekken: 16de met 155kg stoten: 16de met 190kg totaal: 345kg     |
| Bakhyt Akhmetov | -94kg (m)  | 15e       | trekken: 10de met 175kg stoten: 18de met 192,5kg totaal: 367,5kg |

### Judo
| Olympiër          | Discipline | Resultaat | Prestatie |
| ----------------- | ---------- | --------- | --- |
| Aidyn Smagulov    | -60kg (m)  | Brons     | 1ste ronde: W van ARG Lencina: ippon 2de ronde: V van CUB Poulot: ippon herkansingen: W van RUS Stanev: ippon herkansingen 2: W van MDA Kurdgelashvili: ippon herkansingen 3: W van USA Greczkowski: waza-ari bronzen finale: W van UZB Mukhtarov: ippon |
| Sagdat Sadykov    | -73kg (m)  | 17e       | 1ste ronde: V van KOR Choi: ippon herkansingen: V van USA Pedro: ippon |
| Vadim Sergeyev    | -100kg (m) | 21e       | 1ste ronde: vrij 2de ronde: V van USA Hand: ippon |
|                   |            |           | |
| Nataliya Kuligina | -48kg (v)  | 17e       | 1ste ronde: V van GBR Dunn |
| Olga Artamonova   | -63kg (v)  | 9e        | 1ste ronde: W van AUS Dixon 2de ronde: V van CHN Li herkansingen: V van BEL Vandecaveye |

### Schermen
| Olympiër           | Discipline | Resultaat | Prestatie                                                              |
| ------------------ | ---------- | --------- | ---------------------------------------------------------------------- |
| Aleksandr Poddubny | degen (m)  | 17e       | voorronde: W van EST Kajak: 15-13 1ste ronde: V van CUB Trevejo: 10-15 |

### Schietsport
| Olympiër       | Discipline                 | Resultaat | Prestatie                                         |
| -------------- | -------------------------- | --------- | ------------------------------------------------- |
| Yury Lomov     | 10m luchtgeweer (m)        | 15e       | kwalificatie: 15de met 589 punten                 |
| Yury Lomov     | 50m geweer 3 houdingen (m) | 35e       | kwalificatie: 35ste met 1147 punten (387-372-388) |
| Yury Lomov     | 50m geweer liggend (m)     | 35e       | kwalificatie: 35ste met 589 punten                |
| Yury Melentyev | 50m pistool (m)            | 34e       | kwalificatie: 34ste met 542 punten                |
| Yury Melentyev | 10m luchtpistool (m)       | 17e       | kwalificatie: 17de met 576 punten                 |

### Wielersport
| Olympiër       | Discipline       | Resultaat | Prestatie      |
| -------------- | ---------------- | --------- | -------------- |
| Yevgeny Vakker | tijdrit (m)      | 17e       | 1:00.21        |
| Yevgeny Vakker | wegwedstrijd (m) | DNF       | niet gefinisht |

### Worstelen
| Olympiër             | Discipline  | Resultaat   | Prestatie                                                                             |
| Vrije stijl          | Vrije stijl | Vrije stijl | Vrije stijl                                                                           |
| -------------------- | ----------- | ----------- | ------------------------------------------------------------------------------------- |
| Nurdin Donbayev      | -54kg (m)   | 11e         | groep 4: 2de V van CUB García: 1-4 W van BLR Kantoyeu: 5-2                            |
| Maksat Boburbekov    | -63kg (m)   | 16e         | groep 4: 3de V van ARM Hayrapetyan: 2-6 V van BLR Savin: 1-4                          |
| Almaz Askarov        | -69kg (m)   | 8e          | groep 6: 2de V van BLR Demchenko: 0-3 W van AUS Johnston: 10-0 W van KAZ Veliyev: 3-1 |
| Aleksandr Kovalevsky | -130kg (m)  | 8e          | groep 2: 2de W van CHN Yan: 4-2 V van BLR Medvedev: 2-3                               |
| Grieks-Romeins       |             |             |                                                                                       |
| Uran Kalilov         | -54kg (m)   | 8e          | groep 5: 2de V van UKR Kalashnykov: 0-3 W van EGY Elela: 3-1 W van USA Mays: 10-0     |
| Raatbek Sanatbayev   | -85kg (m)   | 15e         | groep 4: 3de V van EST Proovel: 2-4 V van GEO Vakhtangadze: 1-2                       |

### Zwemmen
| Olympiër                                                                       | Discipline            | Resultaat | Prestatie                                                |
| ------------------------------------------------------------------------------ | --------------------- | --------- | -------------------------------------------------------- |
| Sergey Ashikhmin                                                               | 50m vrije slag (m)    | 41e       | serie 4: 2de in 23,53                                    |
| Sergey Ashikhmin                                                               | 100m vrije slag (m)   | 34e       | serie 6: 4de in 51,28                                    |
| Dmitry Kuzmin                                                                  | 200m vrije slag (m)   | 28e       | serie 4: 5de in 1.52,93                                  |
| Ivan Ivanov                                                                    | 400m vrije slag (m)   | 45e       | serie 1: 5de in 4.09,33                                  |
| Ivan Ivanov                                                                    | 1500m vrije slag (m)  | DSQ       | serie 1: gediskwalificeerd                               |
| Konstantin Pryakhin                                                            | 100m rugslag (m)      | 49e       | serie 2: 7de in 59,86                                    |
| Aleksandr Yegorov                                                              | 200m rugslag (m)      | 44e       | serie 1: 6de in 2.13,85                                  |
| Yevgeny Petrashov                                                              | 100m schoolslag (m)   | 59e       | serie 4: 8ste in 1.07,32                                 |
| Aleksandr Tkachev                                                              | 200m schoolslag (m)   | 16e       | serie 2: 1ste in 2.15,63 halve finale 2: 8ste in 2.16,90 |
| Konstantin Ushkov                                                              | 100m vlinderslag (m)  | 35e       | serie 3: 2de in 55,25                                    |
| Konstantin Andryushin                                                          | 200m vlinderslag (m)  | 41e       | serie 2: 7de in 2.04,86                                  |
| Andrey Pakin                                                                   | 200m wisselslag (m)   | 40e       | serie 1: 1ste in 2.07,88                                 |
| Sergey Ashihmin Konstantin Ushkov Dmitri Kuzmin Alexei Pavlov                  | 4x100m vrije slag (m) | 20e       | serie 2: 8ste in 3.25,03                                 |
| Andrei Pakin Dmitri Kuzmin Aleksandr Shilin Ivan Ivanov                        | 4x200m vrije slag (m) | DSQ       | serie 1: gediskwalificeerd                               |
| Aleksandr Shilin Alexander Tkachev Konstantin Ushkov Sergey Ashihmin           | 4x100m vrije slag (m) | 19e       | serie 1: 7de in 3.46,70                                  |
|                                                                                |                       |           |                                                          |
| Yekaterina Tochenaya                                                           | 50m vrije slag (v)    | 41e       | serie 4: 1ste in 26,88                                   |
| Yekaterina Tochenaya                                                           | 100m vrije slag (v)   | 43e       | serie 2: 6de in 58,80                                    |
| Anna Korshikova                                                                | 200m vrije slag (v)   | 35e       | serie 2: 4de in 2.08,08                                  |
| Nataliya Korabelnikova                                                         | 400m vrije slag (v)   | 35e       | serie 1: 5de in 4.24,29                                  |
| Anzhelika Solovyova                                                            | 100m rugslag (v)      | 44e       | serie 1: 5de in 1.07,63                                  |
| Olga Molchanova                                                                | 100m schoolslag (v)   | 34e       | serie 2: 4de in 1.14,41                                  |
| Olga Molchanova                                                                | 200m schoolslag (v)   | 33e       | serie 1: 3de in 2.41,43                                  |
| Aleksandra Zertsalova                                                          | 200m wisselslag (v)   | 32e       | serie 1: 2de in 2.24,09                                  |
| Aleksandra Zertsalova                                                          | 400m wisselslag (v)   | 27e       | serie 1: 3de in 5.09,03                                  |
| Anna Korshikova Anjelika Solovieva Yekaterina Tochenaya Nataliya Korabelnikova | 4x200m vrije slag (v) | 14e       | serie 2: 8ste in 8.41,21                                 |

Albanië · Algerije · Amerikaanse Maagdeneilanden · Amerikaans-Samoa · Andorra · Angola · Antigua en Barbuda · Argentinië · Armenië · Aruba · Australië · Azerbeidzjan · Bahama's · Bahrein · Bangladesh · Barbados · België · Belize · Benin · Bermuda · Bhutan · Bolivia · Bosnië en Herzegovina · Botswana · Brazilië · Britse Maagdeneilanden · Brunei · Bulgarije · Burkina Faso · Burundi · Cambodja · Canada · Centraal-Afrikaanse Republiek · Chili · China · Chinees Taipei · Colombia · Comoren · Congo-Brazzaville · Congo-Kinshasa · Cookeilanden · Costa Rica · Cuba · Cyprus · Denemarken · Djibouti · Dominica · Dominicaanse Republiek · Duitsland · Ecuador · Egypte · El Salvador · Equatoriaal-Guinea · Eritrea · Estland · Ethiopië · Fiji · Filipijnen · Finland · Frankrijk · Gabon · Gambia · Georgië · Ghana · Grenada · Griekenland · Groot-Brittannië · Guam · Guatemala · Guinee · Guinee‑Bissau · Guyana · Haïti · Honduras · Hongarije · Hongkong · Ierland · IJsland · India · Indonesië · Irak · Iran · Israël · Italië · Ivoorkust · Jamaica · Japan · Jemen · Joegoslavië · Jordanië · Kaaimaneilanden · Kaapverdië · Kameroen · Kazachstan · Kenia · Kirgizië · Koeweit · Kroatië · Laos · Lesotho · Letland · Libanon · Liberia · Libië · Liechtenstein · Litouwen · Luxemburg · Macedonië · Madagaskar · Malawi · Malediven · Maleisië · Mali · Malta · Marokko · Mauritanië · Mauritius · Mexico · Micronesië · Moldavië · Monaco · Mongolië · Mozambique · Myanmar · Namibië · Nauru · Nederland · Nederlandse Antillen · Nepal · Nicaragua · Nieuw-Zeeland · Niger · Nigeria · Noord-Korea · Noorwegen · Oeganda · Oekraïne · Oezbekistan · Oman · Oostenrijk · Pakistan · Palau · Palestina · Panama · Papoea-Nieuw-Guinea · Paraguay · Peru · Polen · Portugal · Puerto Rico · Qatar · Roemenië · Rusland · Rwanda · Saint Kitts en Nevis · Saint Lucia · Saint Vincent en Grenadines · Salomonseilanden · Samoa · San Marino ·  Sao Tomé en Principe · Saoedi-Arabië · Senegal · Seychellen · Sierra Leone · Singapore · Slovenië · Slowakije · Soedan · Somalië · Spanje · Sri Lanka · Suriname · Swaziland · Syrië · Tadzjikistan · Tanzania · Thailand · Togo · Tonga · Trinidad en Tobago · Tsjaad · Tsjechië · Tunesië · Turkije · Turkmenistan · Uruguay · Vanuatu · Venezuela · Verenigde Arabische Emiraten · Verenigde Staten · Vietnam · Wit-Rusland · Zambia · Zimbabwe · Zuid-Afrika · Zuid-Korea · Zweden · Zwitserland · Individuele olympische atleten